# 吉田岳志
吉田 岳志（よしだ たけし、1949年（昭和24年） - ）は、日本の農林官僚。農林水産省大臣官房技術総括審議官。

## 略歴
- 京都大学大学院農学研究科修士課程修了
- 1975年（昭和50年）：農林省入省
- 1998年（平成10年）：福井県農林水産部長
- 1999年（平成11年）8月1日：農林水産技術会議事務局先端産業技術研究課長
- 2001年（平成13年）1月6日：農林水産省生産局生産資材課長
- 2002年（平成14年）4月1日：農林水産省生産局農産振興課長
- 2003年（平成15年）7月1日：農林水産技術会議事務局研究総務官
- 2004年（平成16年）7月2日：東海農政局長
- 2005年（平成17年）7月19日：農林水産省大臣官房審議官
- 2007年（平成19年）7月10日：農林水産省大臣官房技術総括審議官
- 2010年（平成22年）3月31日：退職